# かごの中の瞳
『かごの中の瞳』（かごのなかのひとみ、All I See Is You）は2016年のアメリカ合衆国のスリラー映画。監督はマーク・フォースター、主演はブレイク・ライヴリーとジェイソン・クラークが務めた。

## ストーリー
ジーナは目が見えないという障害を抱えながらも、夫のジェームズに支えられて幸福な生活を送っていた。ジェームズは妻の支えとなることに喜びを見出しており、「誰かに必要とされているという感覚がある」と周囲に語っていた。子供を授かりたいと思ったジーナはついに角膜移植手術を受ける決断を下した。手術は無事に終わり、ジーナは片目の視力を回復することができた。しかし、ここで予期せぬ事態が発生した。ジーナが夫の介助なしに生活できるようになったことで、ジェームズとの関係が却ってギクシャクするようになったのである。夫婦関係を修復するべく、ジェームズはバルセロナへの旅行を企画し、新婚旅行で泊まったホテルの同じ部屋を予約した。到着後、ジーナは「この部屋はあのときの部屋同じではない」と言い出し、ジェームズと口論になった。後に、ジーナが正しかったことが判明した。
旅行中、2人は寝台車の中で性行為に及んだ。目隠しをしたジェームズは「君が行為するとき、誰のことを思い浮かべているんだい」とジーナに尋ねた。ジーナは「貴方のことを思い浮かべている」と答えたが、ジェームズはどうにもそれを信じることができなかった。帰宅後、ジェームズは性交を隠し撮りした映像を何回も見たが、ジーナに対する不信感は一層深まるばかりであった。
2人はジーナの姉の家を訪ねた。その夜、ジーナは姉夫婦と共に覗き見ショーを見に行った。ジェームズも誘われたのだが、ジーナが他の男にうっとりしている姿を見たくなかったため、その申し出を断った。
旅行から帰ってきた後、ジーナは幻覚を見るようになり、視力が悪化していった。再び失明することへの恐怖から、ジーナが眼科医の診察を受けたところ、彼女の目は細菌に冒されていた。しかも、何者かの手によって細菌感染させられた可能性が高いということが判明した。犯人に心当たりがあったジーナは一芝居打つことにした。

## キャスト
- ジーナ: ブレイク・ライヴリー
- ジェームズ: ジェイソン・クラーク
- カーラ: アーナ・オライリー
- カレン: イヴォンヌ・ストラホフスキー
- ダニエル: ウェス・チャサム（英語版）
- ヒューズ医師: ダニー・ヒューストン

## 製作
2015年2月、マーク・フォースター監督の新作映画にブレイク・ライヴリーとジェイソン・クラークが出演することになったとの報道があった。6月、イヴォンヌ・ストラホフスキーがキャスト入りした。

## 公開・興行収入
2016年9月14日、本作は第41回トロント国際映画祭でプレミア上映された。10月、オープン・ロード・フィルムズが本作の全米配給権を獲得し、翌年8月4日に全米公開すると発表した。後に、全米公開日は同年10月27日に延期された。
2017年10月27日、本作は全米283館で限定公開され、公開初週末に14万4076ドルを稼ぎ出し、週末興行収入ランキング初登場30位となった。

## 評価
本作に対する批評家の評価は伸び悩んでいる。映画批評集積サイトのRotten Tomatoesには51件のレビューがあり、批評家支持率は27%、平均点は10点満点で4.5点となっている。サイト側による批評家の見解の要約は「『かごの中の瞳』は設定から様々な伏線を張っている。しかし、スタイリッシュではあるが空虚な心理劇において、それらの伏線は1つに収斂することなく終わっている。」となっている。また、Metacriticには25件のレビューがあり、加重平均値は43/100となっている。